# ポール・ヘンリード

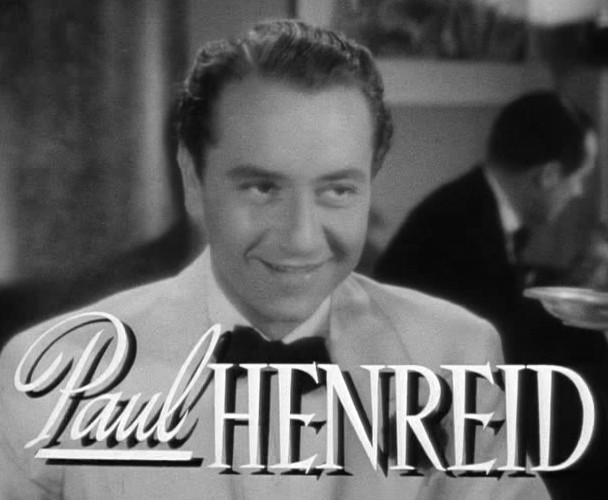
『情熱の航路』（1942年）の予告編より

ポール・ヘンリード (Paul Henreid、1905年1月10日 - 1992年3月29日) はオーストリアの俳優、映画監督。誕生時のドイツ語名は、パウル・ゲオルク・ユリウス・ヘアンリート・リッター・フォン・ヴァッセル＝ヴァルディンガウ（Paul Georg Julius Hernried Ritter Von Wassel-Waldingau）。

## 若年期
1905年、当時オーストリア＝ハンガリー帝国領だったトリエステ(現イタリア領)に、ウィーンの貴族で銀行家の家庭に生まれた。ウィーンの劇場で学び、マックス・ラインハルトの下で劇場デビューした。1930年代には、ドイツ映画で映画デビューしたが、1935年にイギリスに渡った。第二次世界大戦の勃発に伴い、敵国人として国外追放や抑留の危険にさらされたが、コンラート・ファイトの尽力により、イギリスに抑留されず残ることを許可された。 1939年、『チップス先生さようなら』で端役を演じ、その後ハリウッド渡航を許された。

## 経歴
1942年、ヘンリードは彼にとって最も重要になる2つの映画に出演した。『情熱の航路』では、彼とベティ・デイヴィスは、男が2つのタバコに火を付け、ひとつを女に手渡すという、映画の中で最も模倣されたシーンのひとつを演じた。ハンフリー・ボガート、イングリッド・バーグマンと共に出演した『カサブランカ』では、英雄的な反ナチスの指導者ヴィクター・ラズロを演じた。
1946年、ヘンリードはアメリカ合衆国の市民権を得た。
ヘンリードは、1940年代を通じて定期的に映画に出演し、1950年代初頭に映画とテレビの監督を始めた。彼の映画出演作品には、『海賊バラクーダ』 (1945)、『Of Human Bondage』 (1946)、『愛の調べ』 (1947)、『Thief of Damascus』 (1952)、『Siren of Bagdad』 (1953)、『黙示録の四騎士』 (1961)などがある。彼のテレビ監督作品には、『ヒッチコック劇場』、『マーベリック』、『ボナンザ』、『バークレー牧場』などがある。1964年、ヘンリードはベティ・デイヴィスが主演した『誰が私を殺したか?』を監督した。この映画でヘンリードの娘のモニカが端役を演じた。

## 死去
1992年、ヘンリードはカリフォルニアのサンタモニカで肺炎で亡くなり、ウッドローン墓地に埋葬された。彼は、有名になる前の1937年に、Mildred Jacobsという人物から受け取ったファンレターとともに埋葬された。彼は生前、その手紙は、自分が受賞したどんな賞よりも大切だと言っていた。
ヘンリードはハリウッド・ウォーク・オブ・フェームに2つの星を獲得している。ひとつ目(映画)はハリウッド大通り6366に、二つ目(テレビ)はヴァイン通り1722にある。

## 作品

### 俳優として
| - Dawn (1933) - Love in Morocco (1933) - The Secret of Cavelli (1934) - Eva, the Factory Girl (1935) - Only a Comedian (1935) - Victoria the Great (1937) - チップス先生さようなら Goodbye, Mr. Chips (1939) - Under Your Hat (1940) - Mad Men of Europe (1940) - ミュンヘンへの夜行列車 Night Train to Munich (1940) - パリのジャンヌ・ダーク Joan of Paris (1942) - 情熱の航路 Now, Voyager (1942) - カサブランカ Casablanca (1942) - In Our Time (1944) - 霧の中の戦慄 Between Two Worlds (1944) - 復讐!反ナチ地下組織/裏切り者を消せ The Conspirators (1944) - ハリウッド玉手箱 Hollywood Canteen (1944) - 海賊バラクーダ The Spanish Main (1945) - まごころ Devotion (1946) - Of Human Bondage (1946) - 愛憎の曲 Deception (1946) - 愛の調べ Song of Love (1947) | - Hollow Triumph (1948) - 欲望の砂漠 Rope of Sand ([1949) - So Young So Bad (1950) - Last of the Buccaneers (1950) - Pardon My French (1951) - For Men Only (1952) - Thief of Damascus (1952) - 盗まれた顔 Stolen Face (1952) - 罠! Woman in Hiding (1953) - Siren of Bagdad (1953) - This Song Is for You (1954) - 我が心に君深く Deep in My Heart (1954) - Pirates of Tripoli (1955) - ラスヴェガスで逢いましょう Meet Me in Las Vegas (1956) - A Woman's Devotion (1956) - Ten Thousand Bedrooms (1957) - リオの若い恋人たち Holiday for Lovers (1959) - 戦雲 Never So Few (1959) - Operation Crossbowクロスボー作戦 (1965) - シャイヨの伯爵夫人 The Madwoman of Chaillot (1969) - エクソシスト2 Exorcist II: The Heretic (1977) |

### 監督として
- For Men Only (1952)

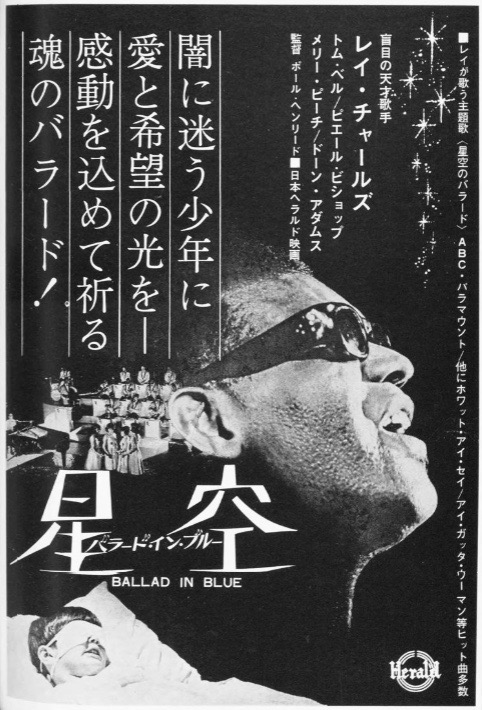
『星空』（1964年）

- A Woman's Devotion (1956)
- Live Fast, Die Young (1958)
- Girls on the Loose (1958)
- 誰が私を殺したか? Dead Ringer (1964)
- 星空 Ballad in Blue (1964)